# Karl Hermann Wolf
Karl Hermann Wolf (también deletreado Carl Hermann Wolf; de soltero Karl Georg Anton Wolf; 27 de enero de 1862 - 11 de junio de 1941) fue un periodista, publicista y político alemán de Bohemia. A finales del siglo XIX y principios del XX, fue miembro de la Asamblea de las tierras checas y del Consejo Imperial; fue uno de los líderes del movimiento pangermánico austriaco.

## Vida
Wolf nació el 7 de enero de 1862 en Eger. Tras la escuela primaria, Wolf asistió al instituto de Reichenberg, donde fundó la asociación estudiantil Hercynia, se graduó con un «muy excelente» como mejor bachiller y demostró extraordinarios conocimientos de griego antiguo. A partir de 1880 estudió filología en la Universidad Carolina de Praga, donde fue cofundador de la fraternidad gibelina de Praga (hoy en Saarbrücken), trabajó como periodista, defendió enérgicamente a los que consideraba alemanes oprimidos en la monarquía austriaca de los Habsburgo y representó las ideas de la Gran Alemania.

### Experiencia profesional
Wolf fue autor de numerosos artículos en el Deutsche Wacht, el Deutsche Volkszeitung, el Deutsches Volksblatt y presidente de los Deutschnationalen Vereines de Austria. El 30 de octubre de 1880 fundó en Praga la fraternidad gibelina con bachilleres de Reichenberg. Se describía a sí misma como una fraternidad académico-técnica, ya que aceptaba estudiantes de la universidad y de la escuela técnica. Adolf Strachnov, que permaneció en Praga desde 1879, había preparado la fundación y fue el «Primer Orador». Desde su época de estudiante, Wolf se hacía llamar Karl Hermann en lugar de Karl Georg Anton, su nombre original, en homenaje al príncipe querusco Arminio.
En junio de 1881, él y Campen Kress fueron detenidos en relación con los disturbios de Praga. No obstante, el 8 de julio Wolf se convirtió en presidente de la sala de lectura y oratoria de los estudiantes alemanes de Praga durante tres semestres. En un discurso de apertura del semestre ante la sala de lectura y oratoria de los estudiantes alemanes, Wolf acuñó la frase «El pueblo está por encima de la dinastía» y desencadenó así un tumulto ante el representante del gobierno. Debido a una inminente demanda, tuvo que abandonar sus estudios y huyó a Leipzig. Allí trabajó, entre otras cosas, en el Spamersche Konversationslexikon. En Leipzig contrajo una meningitis potencialmente mortal. Tras recuperarse, trabajó como tutor y luego se dedicó a la prensa. Pasó varios años como periodista en Cilli, Reichenberg y Viena. En Viena fundó en 1890 el Deutschnationale Zeitung y, con el apoyo de Georg Ritter von Schönerer, el Ostdeutsche Rundschau. Este órgano gozó de gran popularidad entre los germano-austriacos de mentalidad nacionalista.
Tras su derrota electoral para la dirección de la sala de lectura y oratoria de los estudiantes alemanes, Karl Hermann Wolf fundó en 1892 en Praga, con los estudiantes derrotados reclutados a nivel nacional, la asociación de lectura y oratoria de estudiantes alemanes Germania, que existió hasta 1938. Los miembros fundadores eran principalmente estudiantes de las fraternidades «Teutonia» y «Carolina», de las que Wolf era miembro honorario.
En las elecciones al Reichsrat de 1897 fue elegido en representación del Deutschnationale Bewegung (IX legislatura). Wolf, von Schönerer y Anton Pergelt presentaron una objeción a la Ordenanza lingüística de Baden del 5 de abril. Wolf ataca duramente a Kasimir Felix Badeni en el Reichsrat. Le acusó de «burocracia polaca» y, posteriormente, Wolf convocó un duelo a pistola. Badeni aceptó el duelo, que tuvo lugar el 25 de septiembre. Badeni perdió el duelo al recibir un disparo en el brazo. La resistencia política de Wolf en la crisis de Badeni le convirtió durante un tiempo en héroe nacional de la Bohemia alemana.
Tras la prematura disolución del Reichsrat en 1901, Wolf fue reelegido para la X legislatura y se unió al grupo de Schönerer (Alldeutsche Vereinigung). Debido a conflictos internos en el partido (en particular por el movimiento de Los von Rom), Karl Hermann Wolf, Raphael Pacher, Josef Herold y Anton Schalk abandonaron el grupo de Schönerer en 1902.
Tras la escisión, fundaron el Freialldeutsche Partei. En 1905, la mayoría de los miembros del grupo de von Schönerer se unieron al Partido de Wolf, que cambió su nombre por el de Deutschradicale Partei. Wolf fue reelegido diputado al Parlamento de Viena en las elecciones al Reichsrat de 1907 (XI legislatura) y en las de 1911 (XII legislatura). Wolf formó parte de la junta directiva de la Deutscher Nationalverband, fundada en 1909, a la que se habían afiliado la mayoría de los cargos electos nacionales alemanes. Durante esta época apareció a menudo en público en actos nacionalistas, entre ellos en la Sala Wimberger, donde fue visto por el joven Adolf Hitler.
Wolf murió el 11 de junio de 1941 en Viena, a la edad de 79 años.